# 볼록 집합

볼록 집합

볼록 집합이 아닌 집합

기하학에서 볼록 집합(영어: convex set)은 임의의 두 점을 잇는 선분을 포함하는, 유클리드 공간의 부분 집합이다.

## 정의
{\displaystyle K\in \{\mathbb {R} ,\mathbb {C} \}}가 실수체 또는 복소수체라고 하자. {\displaystyle K}-위상 벡터 공간 {\displaystyle V}의 부분 집합 {\displaystyle S\subseteq V}가 다음 조건을 만족시키면, 볼록 집합이라고 한다.
- 임의의 {\displaystyle u,v\in S} 및 {\displaystyle t\in [0,1]}에 대하여, {\displaystyle (1-t)u+tv\in S}

국소 볼록 집합(영어: locally convex set)은 임의의 점이 (그 부분 집합에서의) 볼록 근방을 갖는 부분 집합이다.

### 다각 연결 집합
실수 위상 벡터 공간 {\displaystyle V}의 부분 집합 {\displaystyle S\subseteq V}가 다음 조건을 만족시키면, 다각 연결 집합(영어: polygonally connected set)이라고 한다.
- 임의의 {\displaystyle u,v\in S}에 대하여, 다음 세 조건을 만족시키는 자연수 {\displaystyle n\in \mathbb {N} } 및 {\displaystyle u_{0},u_{1},u_{2},\dotsc ,u_{n}\in S}가 존재한다.
  - {\displaystyle u_{0}=u}
  - {\displaystyle u_{n}=v}
  - 각 {\displaystyle i\in \{1,2,\dots ,n\}} 및 임의의 {\displaystyle t\in [0,1]}에 대하여, {\displaystyle (1-t)u_{i-1}+tu_{i}\in S}

위 정의에서 {\displaystyle n}을 어떤 자연수로 고정하면, {\displaystyle n}-다각 연결 집합(영어: {\displaystyle n}-polygonally connected set)의 정의를 얻는다. 이 경우, 볼록 집합은 1-다각 연결 집합과 동치이다.

## 성질

### 연산에 대한 닫힘
볼록 집합들의 교집합은 볼록 집합이다. 볼록 집합들의 상향 집합의 합집합은 볼록 집합이다. (더 일반적인 결과는 성립하지 않는다. 예를 들어, 서로 만나는 두 직선의 합집합은 볼록 집합이 아니다.) 볼록 집합의 폐포·내부는 볼록 집합이다.

### 함의 관계
모든 다각 연결 집합은 경로 연결 공간이다. 모든 {\displaystyle n}-다각 연결 집합은 다각 연결 집합이다. (그러나 다각 연결 집합은 어떤 {\displaystyle n}에 대하여 {\displaystyle n}-다각 연결 집합일 필요가 없다.) 모든 별모양 집합은 2-다각 연결 집합이다. 모든 (공집합이 아닌) 볼록 집합은 별모양 집합이다.
실수 노름 공간의 연결 열린집합은 항상 다각 연결 집합이다.:81, Exercise 3.4.2
유클리드 공간 {\displaystyle \mathbb {R} ^{n}}의 부분 집합 {\displaystyle S\subseteq \mathbb {R} ^{n}}에 대하여, 만약 {\displaystyle S}가 닫힌집합이며, 연결 공간이며, 국소 볼록 집합이라면, {\displaystyle S}는 볼록 집합이다 (티체-나카지마 정리, 영어: Tietze–Nakajima theorem).:1306 보다 일반적으로, 만약 {\displaystyle S}가 닫힌집합이며, 연결 집합이며, {\displaystyle n}개 이하의 국소 비볼록점을 갖는다면, {\displaystyle S}는 {\displaystyle (n+1)}-다각 연결 집합이다.:1305, Theorem 1 보다 일반적으로, 만약 {\displaystyle S}가 닫힌집합이며, 연결 집합이며, {\displaystyle S}의 국소 비볼록점의 집합이 (서로소일 필요가 없는) {\displaystyle n}개의 볼록 집합의 합집합이라면, {\displaystyle S}는 {\displaystyle (2n+1)}-다각 연결 집합이다.:1305, Theorem 2

### 부분 집합의 극대 볼록 집합
실수 위상 벡터 공간 {\displaystyle V}의 부분 집합 {\displaystyle S\subseteq V}가 주어졌다고 하자. {\displaystyle S}의 볼록 집합들은 포함 관계에 따라 부분 순서 집합을 이룬다. 그 극대 원소를 {\displaystyle S}의 볼록 성분(영어: convex component)이라고 한다. {\displaystyle S}의 임의의 볼록 집합은 {\displaystyle S}의 볼록 성분에 포함되며, 임의의 볼록 성분은 연결 집합이므로, {\displaystyle S}의 유일한 연결 성분에 포함된다. 그러나 연결 성분과 달리, 볼록 성분들은 서로소일 필요가 없다. 다시 말해, {\displaystyle S}의 주어진 볼록 집합을 포함하는 극대 볼록 집합은 유일하지 않을 수 있다.
만약 {\displaystyle S}가 닫힌집합이라면, 모든 볼록 성분 역시 닫힌집합이다.
실수 위상 벡터 공간 {\displaystyle V}의 부분 집합 {\displaystyle S\subseteq V}가 가산 개의 {\displaystyle S}의 서로소 볼록 닫힌집합 {\displaystyle S_{i}}들의 합집합이라면, {\displaystyle S}의 볼록 성분들은 정확히 {\displaystyle S_{i}}들이며, 특히 {\displaystyle S}의 볼록 성분들은 {\displaystyle S}의 분할을 이룬다.:Theorem 2.10

## 예
실수선 {\displaystyle \mathbb {R} }의 볼록 집합은 단순히 구간이다.
집합
{\displaystyle \{(x,x^{2})\colon x\in \mathbb {R} \}}
은 경로 연결 공간이지만, {\displaystyle \mathbb {R} ^{2}}의 다각 연결 집합이 아니다.

## 역사
티체-나카지마 정리는 하인리히 프란츠 프리드리히 티체(독일어: Heinrich Franz Friedrich Tietze, 1880~1964)와 나카지마(영어: S. Nakajima)가 모두 1928년 논문에서 독립적으로 증명하였다.

## 같이 보기
- 크레인-밀만 정리
- 볼록 폐포